# 河北省人民委员会
河北省人民委员会是1955年2月至1968年2月间中华人民共和国河北省的省级国家行政机关。

## 历任领导

### 河北省一届人大期间
- 任期：1955年2月－1958年10月
- 省长：林铁（－1958年4月） → 刘子厚（1958年4月－）
- 副省长：阎达开、张承先、高树勋、阮泊生、胡开明、张明河、李子光（1956年3月－）、马力（1956年3月－）、杨英杰（1958年4月－）、李耕涛（1958年4月－）、杨亦周（1958年4月－）

### 河北省二届人大期间
- 任期：1958年10月－1964年10月
- 省长：刘子厚
- 副省长：阎达开、杨英杰、李耕涛、高树勋、阮泊生、胡开明、张明河、杨亦周、马力、张克让、牛树才（1960年2月－）、段毅（1960年2月－）、王金山（1960年2月－）、王力（1960年2月－）、杨一辰（1962年12月－）、郭芳（1962年12月－）、谢辉（1962年12月－）

### 河北省三届人大期间
- 任期：1964年10月－1968年2月
- 省长：刘子厚
- 副省长：杨一辰、高树勋、郝田役、杨亦周、王东宁、王金山、王力、郭芳、谢辉、杨磊之